# Monadenia mormonum ssp. buttoni
Monadenia mormonum ssp. buttoni је подврста класе Gastropoda која припада реду Stylommatophora. 

## Угроженост
Подаци о распрострањености ове врсте су недовољни.

## Распрострањење
Сједињене Америчке Државе су једино познато природно станиште врсте.

## Станиште
Врста Monadenia mormonum ssp. buttoni има станиште на копну.